# Acrodontium
Acrodontium är ett släkte av svampar. Acrodontium ingår i divisionen sporsäcksvampar och riket svampar.